# Micardia
Micardia là một chi bướm đêm thuộc họ Noctuidae.